# Upper Air
Upper Air – drugi album zespołu Bowerbirds, wydany w 2009 roku przez wytwórnię Dead Oceans.

## Lista utworów
1. House of Diamonds - 2:58
2. Teeth - 4:10
3. Silver Clouds - 4:30
4. Beneath Your Tree - 3:40
5. Ghost Life - 5:24
6. Northern Lights - 2:54
7. Chimes - 4:18
8. Bright Future - 4:01
9. Crooked Lust - 4:04
10. This Day - 3:08